# Passione (studio)
Passione (japonsky 株式会社パッショーネ, Kabušiki gaiša Paššóne) je japonské animační studio založené 26. ledna 2011.

## Tvorba

### Televizní seriály
| Rok  | Název                          | Režie                               | Od               | Do                | Díly          | Poznámky                                                     | Zdroje      |
| ---- | ------------------------------ | ----------------------------------- | ---------------- | ----------------- | ------------- | ------------------------------------------------------------ | ----------- |
| 2012 | Haitai Nanafa                  | Hiroši Kimura                       | 6. října 2012    | 29. prosince 2012 | 13            | Původní dílo.                                                | [ 2 ]       |
| 2014 | Rail Wars!                     | Jošifumi Sueda                      | 4. července 2014 | 19. září 2014     | 12            | Adaptace série light novel, jejímž autorem je Takumi Tojoda. | [ 2 ]       |
| 2015 | Rokka no júša                  | Takeo Takahaši                      | 4. července 2015 | 19. září 2015     | 12            | Adaptace série light novel, jejímž autorem je Išio Jamagata. | [ 2 ]       |
| 2017 | Hinako Note                    | Takeo Takahaši (šéf) Tóru Kitahata  | 7. dubna 2017    | 23. června 2017   | 12            | Adaptace série mangy, jejíž mangakou je Micuki.              | [ 2 ]       |
| 2018 | Citrus                         | Naojuki Tacuwa (šéf) Takeo Takahaši | 6. ledna 2018    | 24. března 2018   | 12            | Adaptace série mangy, jejíž mangakou je Saburóta.            | [ 3 ]       |
| 2018 | High School DxD Hero           | Jošifumi Sueda                      | 10. dubna 2018   | 3. července 2018  | 13            | Adaptace série mangy, jejímž autorem je Ičiei Išibumi.       | [ 4 ]       |
| 2019 | Džošikósei no mudazukai        | Takeo Takahaši (šéf) Hidžiri Sanpei | 5. července 2019 | 20. září 2019     | 12            | Adaptace série mangy, jejíž mangakou je Bino.                | [ 5 ]       |
| 2019 | Z/X: Code Reunion              | Jošifumi Sueda                      | 8. října 2019    | 24. prosince 2019 | 12            | Adaptace série mangy, jejímž autorem je společnost Broccoli. | [ 6 ]       |
| 2020 | Išuzoku Reviewers              | Juki Ogawa                          | 11. ledna 2020   | 28. března 2020   | 12            | Adaptace série mangy, jejímž autorem je Amahara.             | [ 7 ]       |
| 2020 | Higuraši no naku koro ni: Gó   | Keiičiró Kawaguči                   | 1. října 2020    | 19. března 2021   | 24            | Založeno na vizuálním románu od skupiny 07th Expansion.      | [ 8 ] [ 9 ] |
| 2021 | Higuraši no naku koro ni: Socu | Keiičiró Kawaguči                   | 1. července 2021 | 30. září 2021     | 15            | Pokračování anime seriálu Higuraši no naku koro ni: Gó.      | [ 10 ]      |
| 2021 | Mieruko-čan                    | Juki Ogawa Takahiro Madžima         | 3. října 2021    | bude oznámeno     | bude oznámeno | Adaptace série mangy, jejíž mangakou je Tomoki Izumi.        | [ 11 ]      |

### OVA
| Rok  | Název                      | Režie                               | Od              | Do              | Díly | Poznámky | Zdroje        |
| ---- | -------------------------- | ----------------------------------- | --------------- | --------------- | ---- | --- | ------------- |
| 2018 | God Eater Resonant gekidžó | Parako Šinohara                     | 12. dubna 2018  | 4. srpna 2018   | 8    | Založeno na mobilní hře God Eater Resonant Ops ze série God Eater. V koprodukci se studiem Creators in Pack. |               |
| 2019 | Kjočú rettó                | Takeo Takahaši (šéf) Naojuki Tacuwa | 20. června 2019 | 20. června 2019 | 1    | Adaptace série mangy, jejíž mangakou je Jasutaka Fudžimi. Prolog k anime filmu.                              | [ 12 ]        |
| 2021 | Bean Bandit                | Keniči Sonoda                       | 2021            | 2021            | 1    | | [ 13 ] [ 14 ] |

### Filmy
| Rok  | Název       | Režie                               | Premiéra       | Poznámky                                                  | Zdroje |
| ---- | ----------- | ----------------------------------- | -------------- | --------------------------------------------------------- | ------ |
| 2020 | Kjočú rettó | Takeo Takahaši (šéf) Naojuki Tacuwa | 10. ledna 2020 | Adaptace série mangy, jejíž mangakou je Jasutaka Fudžimi. | [ 15 ] |